# Deklarace Švédska a Saska roku 1729
Deklarace Švédska a Saska byla sepsána 28. dubna 1729, osm let po mírové smlouvě v Nystadu (1721), což byl skutečný konec severní války. Oficiálně byla tato dohoda mezi Švédskou říší a Saským kurfiřtstvím nazývána „Deklarationen angående vänskapens återställande“ (Deklarace obnovení přátelství). Tato smlouva byla pátým a předposledním formálním mírem ve velké severské válce (1700 až 1721).

## Pozadí

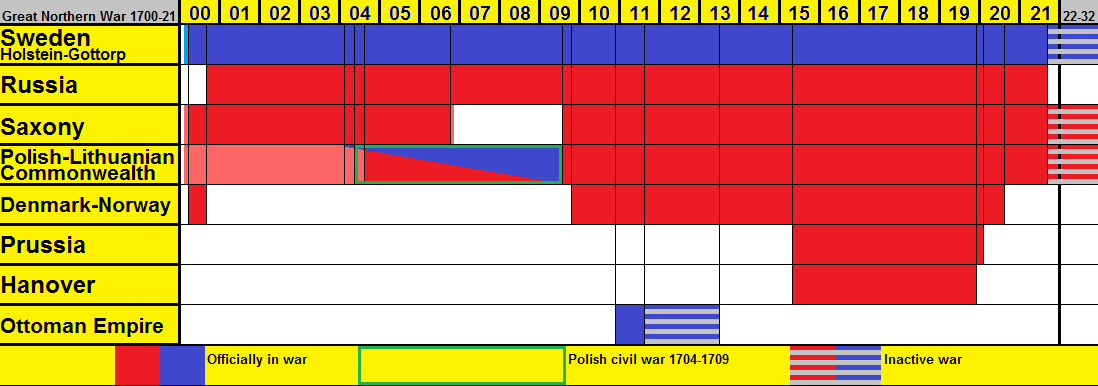
Časová osa států účastnících se velké severní války.

V severní válce (třetí severní válka, 1700 až 1721) bojovalo Švédské impérium proti Sasku-Polsku (personální unie Saska a Polsko-litevské unie)  v letech 1700 až 1706 a poté od roku 1709. 
Na začátku války Sasko vpadlo do Livonska, jež bylo tou dobou v držení Švédska. Zároveň Dánsko bojovalo také proti Švédsku, ale již 5. srpna 1700 bylo mezi Dánskem a Švédskem podepsáno příměří a dánský král se zavázal, že nepodnikne nic proti Švédsku. Mezitím  August II. (polský král a saský kurfiřt ) oblehl v Livonsku švédskou Rigu a ruský car Petr I. s armádou oblehl v Estonsku švédskou Narvu. Švédský král Karel XII. se rozhodl zachránit nejdříve Narvu. Bitva u Narvy skončila drtivou ruskou porážkou. Na jaře 1701 dorazila švédská vojska na pomoc obležené Rize a následovalo vítězství nad saskou armádou. Karel XII. kurfiřta Augusta II. nenáviděl a byl rozhodnut jej svrhnout a vedl své vojsko proti Sasům a několikrát je porazil. August musel ustoupit do Toruně, kterou později Karel XII. dobyl také. V té době byl na popud švédského krále svolán sněm do Varšavy, kde si 12. července 1704 polská šlechta zvolila nového polského krále Stanisława Leszczyńskiého. Poté švédské vojsko vytáhlo na ruský Lvov, který dobylo. 
Mezitím k Varšavě přitáhl se saským vojskem August a obsadil ji. Nový polský král Stanisław Leszczyński musel utéci. August se však dlouho z úspěchu neradoval, protože švédská vojska se vrátila do Varšavy. Když 1. září 1706 zahájil Karel XII. útok na Sasko, byl  August nucen žádat o mír a musel se vzdát polského trůnu a zaplatit žold švédskému vojsku.
Na zámku v Altranstädtu 14. září 1706 uzavřelo Švédsko mír se Saskem, ale po porážce švédského krále Karla XII. v bitvě u Poltavy v roce 1709 opět  Sasko vyhlásilo Švédsku válku. Po obnovení spojenectví s Ruskem ve Thornské smlouvě získal August v roce 1710 polskou korunu zpět a vstoupil na straně Ruska do konfliktu proti Švédsku. Dne 15. srpna 1710 Švédsko vyklidilo okupovaná polská území v okolí Posenu a ve Velkopolsku a boje mezi švédskou a sasko–polsko–litevskou armádou skončily.
Území Livonska, které byla původním saským válečným cílem získalo spojenecké Rusko, zisk byl potvrzen mírovou smlouvou v Nystadu (1721) a  August tak neměl důvod vést válku. Formální mírová dohoda však neexistovala. Sasko a Polsko kleslo tak hluboko v zahraniční politice, že nebylo zapojeno do žádných formálních mírových dohod. Byla zde pouze jednostranná švédská nabídka příměří z ledna 1720 ze Stockholmu, která nebyla podepsána polsko-saskou stranou. De facto mír se Švédskem byl potvrzen až deklarací v roce 1729.

## Jednání
V roce 1728 poslal král Frederik I. Švédský generálporučíka barona Gustava Zülicha do Saska, aby zahájil jednání. Byl instruován tak, aby obnovil mír v co nejkratším čase s Augustem jako saským kurfiřtem a poté měl odjet do Polska. Sasko vyšlo velmi vstříc a formulace smlouvy nevyvolávaly žádné obavy a ani nebyly vzneseny žádné nároky na náhrady škod. Rozhodli se tedy vypracovat prohlášení, v nichž prohlásí, že přátelství mezi královstvími bylo obnoveno. Deklarace byly poté odeslány do Stockholmu a Varšavy, kde byly přečteny. Ratifikace proběhla 20. července 1729.
Při dalším jednání s Polskem byla překážkou skutečnost, že v mírové smlouvě z Nystadu z roku 1721 si Ruská říše vyhradila právo zprostředkovávat vztahy mezi Švédskem a Polskem. Jednání o smlouvě s polskou stranou se vedla až do roku 1732 (viz Deklarace Švédska a Polska roku 1732).